# Stepan Olegowitsch Sujew
Stepan Olegowitsch Sujew (russisch Степан Олегович Зуев; * 31. Oktober 1988 in Kirowsk) ist ein russischer Skirennläufer. Er startet in allen Disziplinen und nahm bisher an drei Weltmeisterschaften und einmal an Olympischen Winterspielen teil. Dabei erzielte er als bestes Ergebnis einen 15. Platz im Slalom bei den Weltmeisterschaften 2009. Im Weltcup, wo er seit der Saison 2008/09 startet, blieb der fünffache Russische Meister bisher ohne Punkte.

## Biografie
Sujew nahm im Dezember 2003 erstmals an FIS-Rennen teil, ein Jahr später gelang ihm in einem Riesenslalom in Absakowo die erste Top-10-Platzierung. Beim European Youth Olympic Festival 2005 erzielte er den zwölften Platz im Riesenslalom und Rang 21 im Super-G. Nach weiteren Top-10-Ergebnissen in FIS-Slaloms und Riesenslaloms, zunächst in seinem Heimatland und ab der Saison 2006/2007 auch in oft stärker besetzten Rennen in Mittel- und Nordeuropa, kam er zu ersten sporadischen Einsätzen im Europacup, erreichte aber zumeist nicht das Ziel. Bei der Universiade 2007 wurde er 31. im Super-G, fiel aber im Slalom aus. Im Februar 2007 nahm Sujew neben drei weiteren Russen am Qualifikationsrennen für den Slalom der Weltmeisterschaften 2007 im schwedischen Åre teil. Mit Platz 14 qualifizierte er sich für den Hauptbewerb, schied aber ebenso wie Anton Konowalow, der sich als zweiter Russe qualifizieren konnte, im ersten Durchgang aus. Bei den drei Wochen später stattfindenden Juniorenweltmeisterschaften in Altenmarkt-Zauchensee war sein bestes Ergebnis der 20. Platz im Slalom. Im nächsten Winter erzielte Sujew bei den Juniorenweltmeisterschaften 2008 in Formigal den zwölften Platz im Slalom und bei der Militär-Skiweltmeisterschaft in Fieberbrunn als bester der drei russischen Starter den 18. Platz im Riesenslalom. Zu Saisonende feierte er im Riesenslalom von Poljarnyje Sori seinen ersten Sieg in einem FIS-Rennen. Zuvor hatte er bereits bei den Deutschen Meisterschaften 2008 in Sarntal/Reinswald in Südtirol zeitgleich mit Hannes Wagner den ersten Platz in der Super-Kombination erreicht.
Am 26. Oktober 2008 gab Sujew im Riesenslalom von Sölden sein Debüt im Weltcup, kam aber ebenso wie bei seinen nächsten beiden Weltcupstarts im Dezember in Val-d’Isère nicht ins Ziel. Während er im Weltcup zunächst nur selten zum Einsatz kam, ist Sujew seit dem Winter 2008/09 regelmäßig im Europacup am Start. Allerdings musste er anfangs vor allem im Slalom viele Ausfälle hinnehmen und erreichte vorerst nicht die Punkteränge, also Platzierungen unter den schnellsten 30. Bei den Weltmeisterschaften 2009 in Val-d’Isère war Sujew in vier Disziplinen am Start. Sein bestes Ergebnis war der 15. Platz im Slalom, jedoch kamen nur 17 Läufer in die Wertung. Im Super-G und im Riesenslalom verfehlte er knapp die Top 30 und in der Super-Kombination schied er im Abfahrtslauf aus. Zwei Wochen nach den Weltmeisterschaften gelang ihm in der Super-Kombination von Sestriere sein erstes zählbares Resultat im Weltcup. Sujew belegte den 44. Platz von 45 gewerteten Läufern. In der Saison 2009/10 schied er in seinen vier Weltcuprennen im ersten Lauf aus oder konnte sich nicht für den zweiten Durchgang qualifizieren, im Europacup kam er in dieser Saison nur einmal unter die besten 40. Nachdem Sujew bereits bei den russischen Meisterschaften 2008 mit Platz drei im Riesenslalom erstmals am Siegerpodest gestanden war, gewann er 2009 die Super-Kombination der russischen Meisterschaften. 2011 und 2012 wurde er erneut Russischer Meister in der Super-Kombination, zudem gewann er 2010 die Abfahrt und 2011 den Riesenslalom. Bei den Olympischen Winterspielen 2010 in Vancouver erzielte Sujew Rang 23 in der Super-Kombination, Rang 36 im Super-G, Platz 54 in der Abfahrt und Platz 64 im Riesenslalom. Nur im Slalom fiel er im ersten Durchgang aus.
Am 28. November 2010 gewann Stepan Sujew mit Platz 19 im Riesenslalom von Trysil seine ersten Punkte im Europacup. Zwei Monate später fuhr er als Neunter der Super-Kombination von Méribel erstmals unter die besten zehn. Bei den Weltmeisterschaften 2011 in Garmisch-Partenkirchen belegte er den 27. Platz im Super-G. Im Slalom und im Riesenslalom schied er im ersten Durchgang aus. In der Europacupsaison 2011/12 erreichte Sujew weitere drei Top-10-Platzierungen, während er im Weltcup weiterhin ohne Punkte blieb. Zu Beginn der Saison 2012/13 gelangen ihm die ersten Podestplätze im Europacup, als er in den beiden Riesenslaloms von Levi die Plätze zwei und drei belegte.

## Erfolge

### Olympische Winterspiele
- Vancouver 2010: 23. Super-Kombination, 36. Super-G, 54. Abfahrt, 64. Riesenslalom
- Sotschi 2014: 31. Super-G

### Weltmeisterschaften
- Val-d’Isère 2009: 15. Slalom, 32. Super-G, 34. Riesenslalom
- Garmisch-Partenkirchen 2011: 27. Super-G

### Juniorenweltmeisterschaften
- Altenmarkt 2007: 20. Slalom, 47. Abfahrt, 62. Riesenslalom
- Formigal 2008: 12. Slalom, 48. Abfahrt

### Europacup
- Saison 2012/13: 6. Riesenslalomwertung
- 4 Podestplätze

### Russische Meisterschaften
Fünffacher Russischer Meister:
- Super-Kombination 2009, 2011 und 2012
- Abfahrt 2010
- Riesenslalom 2011

### Weitere Erfolge
- 3 Siege in FIS-Rennen